# Summer Hill (Australia)
Summer Hill – geograficzna nazwa dzielnicy, (przedmieścia), położona na terenie samorządu lokalnego Ashfield, wchodzącego w skład aglomeracji Sydney, w stanie Nowa Południowa Walia, w Australii.

## Galeria

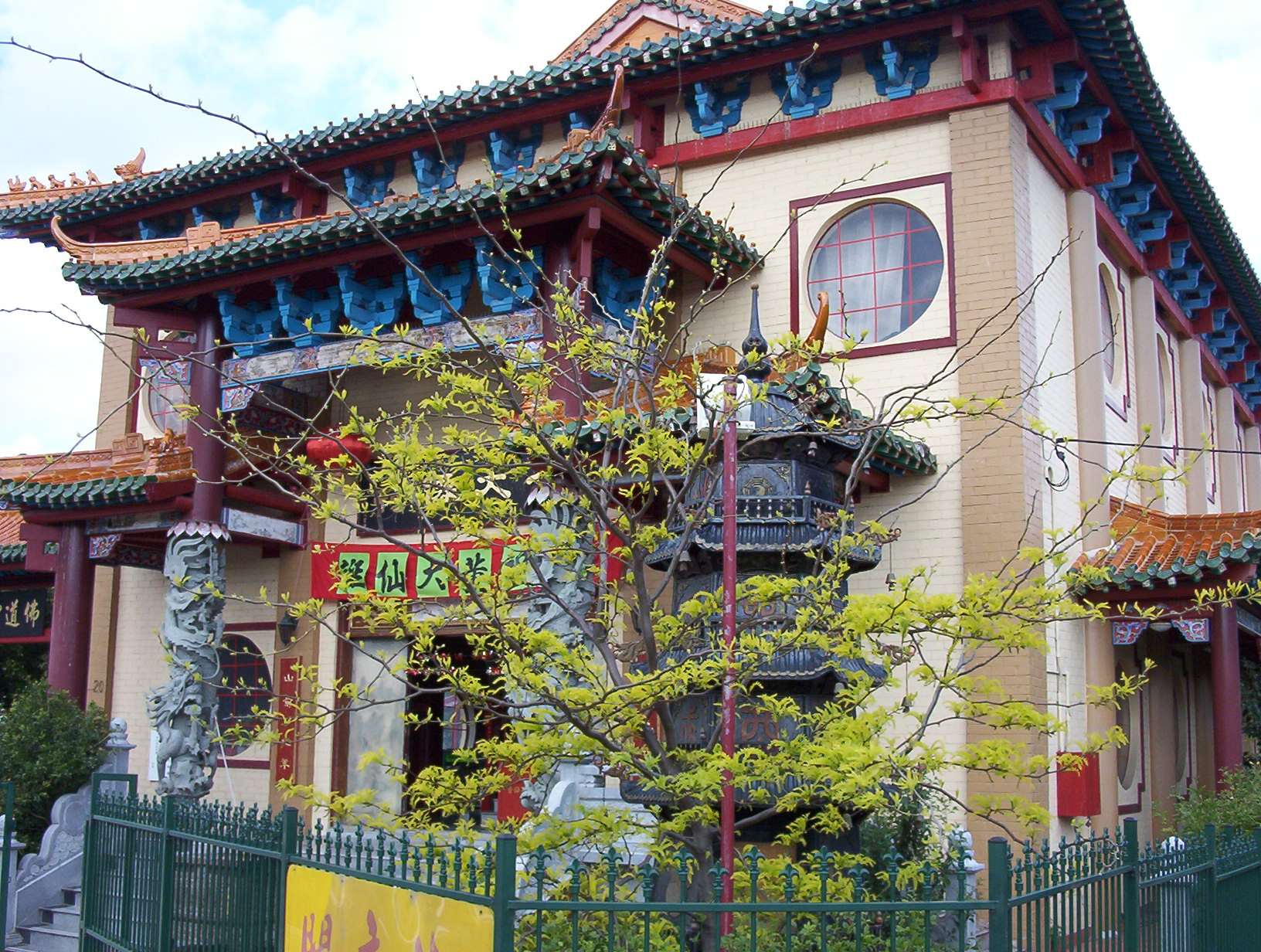
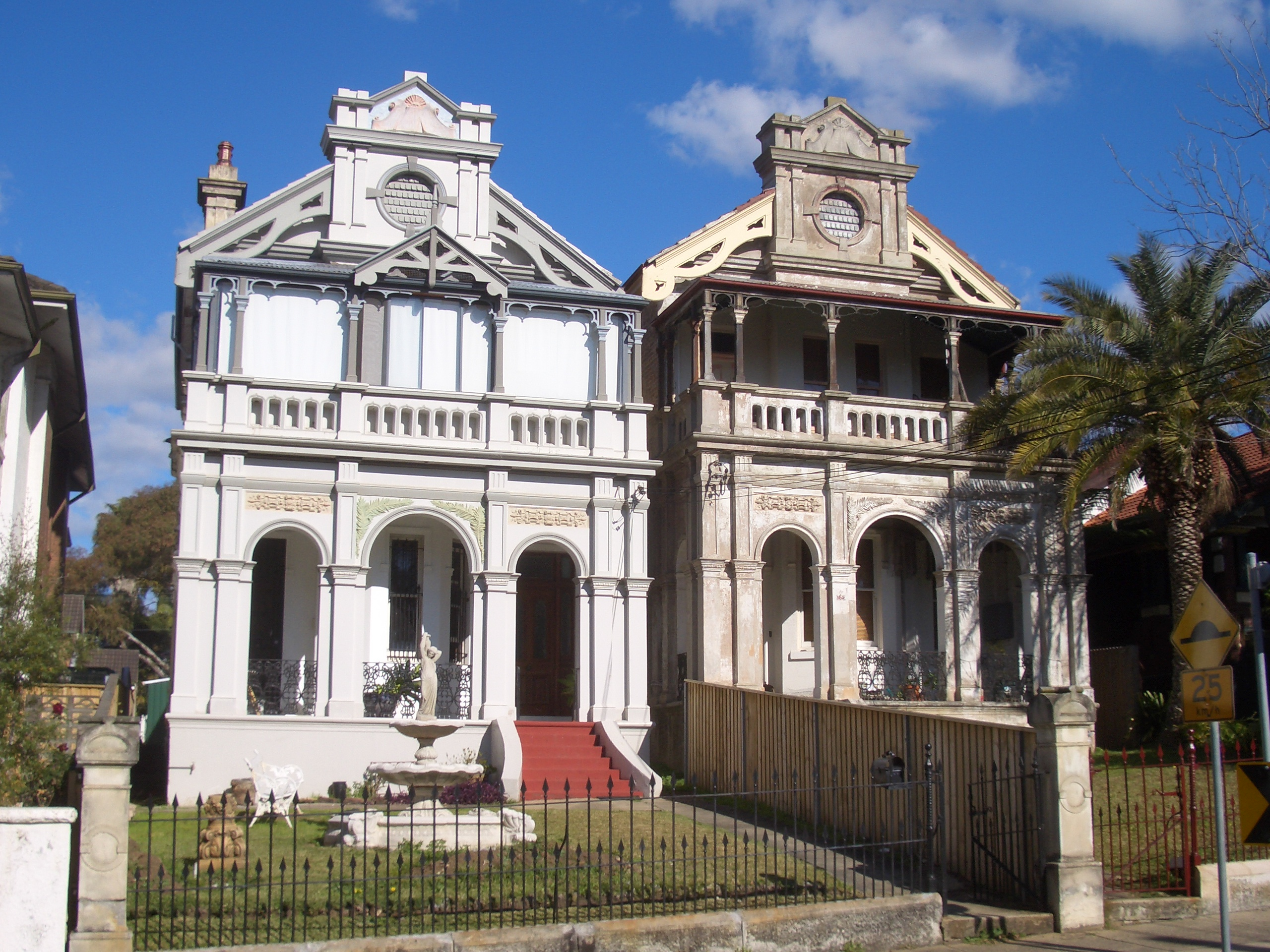
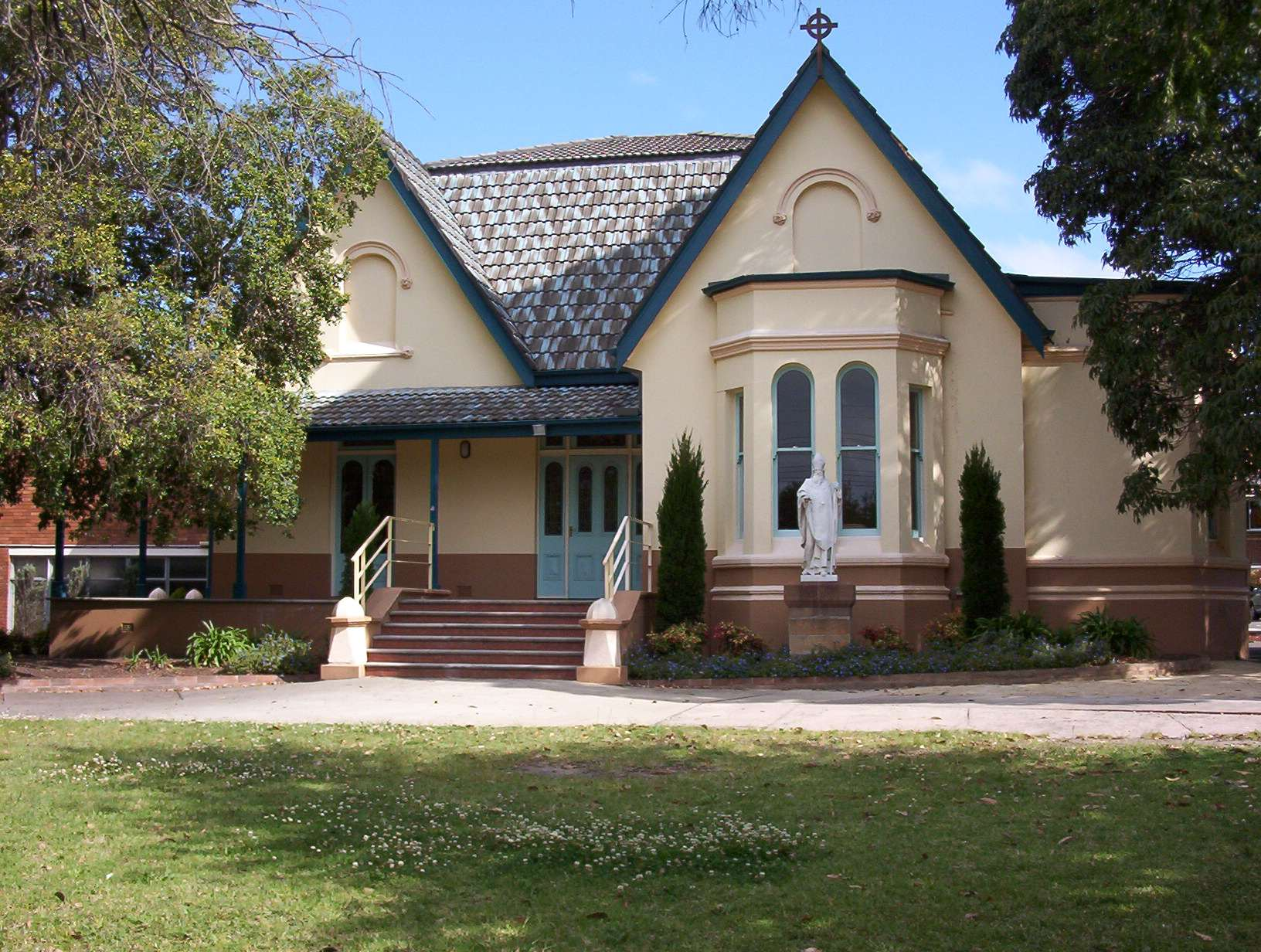